# Svenska Schillerstövarföreningen

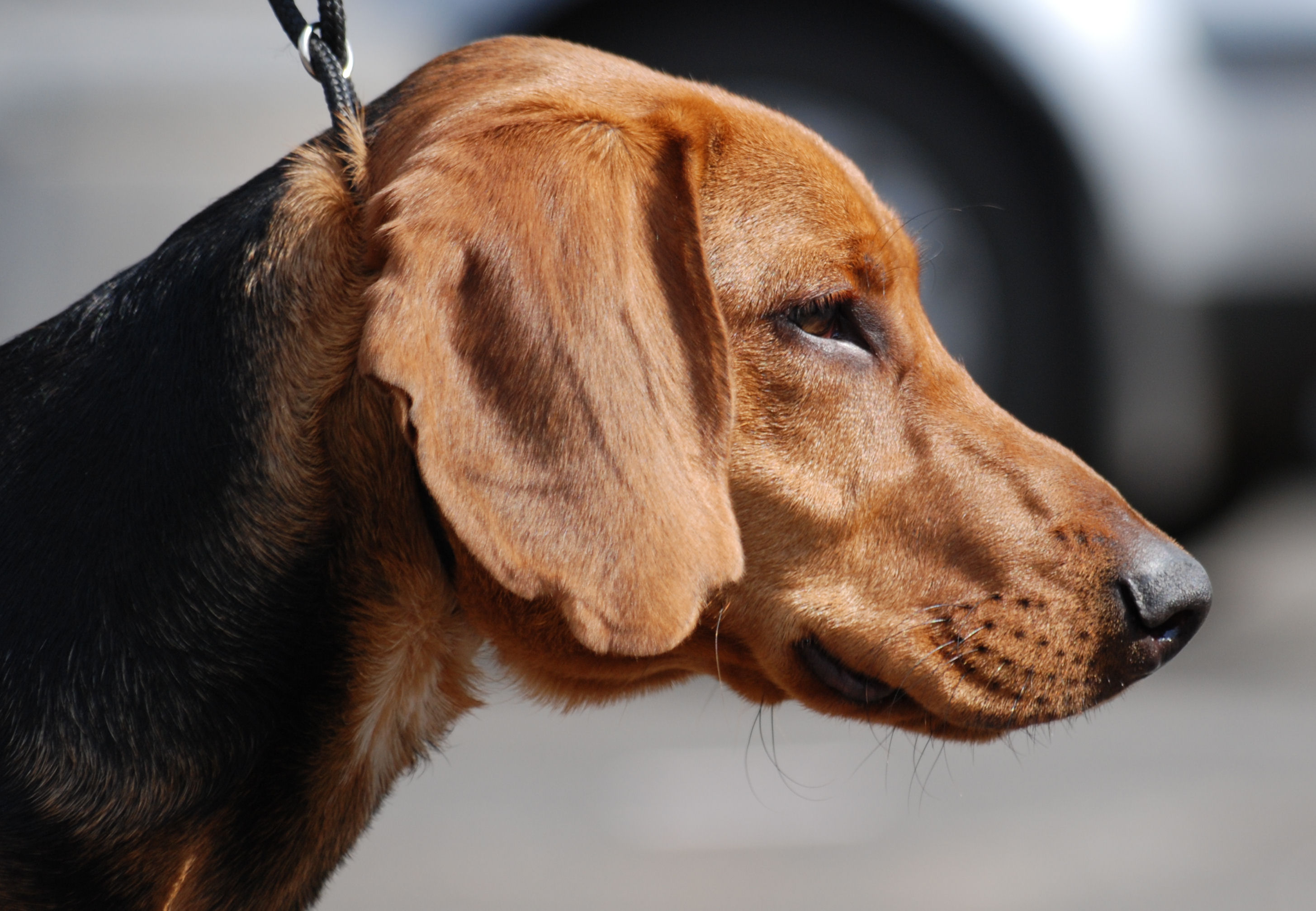
Schillerstövare

Svenska Schillerstövarföreningen, vardagligt Schillerstövarföreningen, är en svensk ideell förening, vilken fungerar som en rasklubb för hundrasen schillerstövare.

## Historia
Schillerstövaren har fått sitt namn av Per Schiller från Stenungsund i Bohuslän. Denne ville avla fram goda stövare som var anpassade för jakt på de bohuslänska klipporna. Per Schiller hade tillgång till ett relativt stort antal avelsdjur. Dessa hade till stor del importerats från Sydtyskland, Schweiz och Österrike, och dessutom finns det blodslinjer från engelska hundar. Dagens schillerstövare har sitt ursprung i Per Schillers stamhundar Tamburini 1 och Ralla 1, dessa vann Sveriges första officiella hundutställning, som anordnades i samband med Stockholmsutställningen 1886. Per Schiller var endast 34 år vid sin bortgång, men hans bror, Karl Schiller, fortsatte avelsarbetet.

## Svenska Schillerstövarföreningens syfte
Svenska Schillerstövarföreningen verkar för att främja aveln av Schillerstövare, såväl jaktligt som exteriört, samt även i övrigt tillvarata denna hundras intressen. Föreningen fungerar som en rasklubb i Sverige för Schillerstövare, i samarbete med Svenska stövarklubben och Svenska Kennelklubben.

## Svenska Schillerstövarföreningens verksamhet
För att främja avelsarbetet och ge underlag för avelsrekommendationer anordnar Svenska Schillerstövarföreningen jaktprov och utställningar. Föreningen har även varit aktiv i samhällsdebatten då det gällt frågor som är av betydelse för jakt med stövare.

### Avelsråd
Avelsråd är benämningen på en person vilken anförtrotts uppdraget att ge råd rörande aveln. Svenska Schillerstövarföreningen har avelsråd för schillerstövare. 

### Resultat
Avelsarbetet har resulterat i en homogen ras, som används vid jakt på hare och räv. De har kommit att anses som den kanske främsta stövarrasen för rävjakt.